# Acta Mathematicae Applicatae Sinica
Acta Mathematicae Applicatae Sínica (Serie en inglés) es una revista de matemáticas revisada por pares que publica trimestralmente Springer. Establecida en 1984 por la Sociedad Matemática China, la revista publica artículos sobre matemáticas aplicadas . Según Journal Citation Reports, la revista tuvo un factor de impacto en 2020 de 1,102. 